# Ze'ev Vilna'i
Ze'ev Vilna'i (hebrejsky זאב וילנאי‎, rodným jménem Volf Abramovič Vilenskij; 30. května 1900 (dle juliánského kalendáře) – 21. ledna 1988) byl izraelský geograf, spisovatel a pedagog.

## Biografie
Narodil se v Kišiněvě v Ruském impériu (dnes Moldavsko) a v roce 1906 se s rodinou přestěhoval do osmanské Palestiny, kde vyrůstal v Haifě. Pracoval jako vojenský topograf v Haganě a později v Izraelských obranných silách. Společně s manželkou Ester žili v Jeruzalémě. Jejich syn Matan Vilna'i se stal poslancem Knesetu a náměstkem ministra obrany.
V Izraeli byl průkopníkem turistiky a přednášel o geografii Izraele a o jeho etnografii, dějinách a folklóru. Jeho Průvodce po Izraeli (Guide to Israel) vyšel v celkem 27 edicích a byl přeložen do mnoha jazyků.
V edici z roku 1974 popisuje, jak pomohl vrátit do Izraele loď britského námořního důstojníka Thomase Howarda Molyneuxe, který se v 19. století plavil z Galilejského jezera po řece Jordán do Mrtvého moře za účelem zmapování oblasti.

## Ocenění
- V roce 1974 obdržel ocenění Jakir Jerušalajim.[5]
- V roce 1981 byla jemu a Avrahamu Even-Šošanovi udělena Bialikova cena za židovské myšlení.[6]
- V roce 1982 byl oceněn Izraelskou cenou za jeho znalosti a lásku k zemi izraelské.[7]

## Dílo

### Vydané vangličtině
- Legends of Palestine (1932) – dostupné online
- The Guide to Israel (first published in 1955)
- The Holy Land in Old Prints and Maps (1965)
- The New Israel Atlas: Bible to Present Day (1968)
- The Changing Face of Acco
- Legends of Jerusalem (3 svazky)
- Legends of Judea and SamariaThe Vilnay Guide to Israel
- The Vilnay Guide to Israel: A new Millennium Edition (2 svazky) (1999)

### Vydané vhebrejštině
- Enciklopedija li-jdi'at ha-arec (3 svazky) (1956)
- Jerušalajim (2 svazky) (1960-62, 1970)
- Erec Jisra'el bi-tmunot atikot (1961)
- Macevot kodeš be-Erec Jisra'el (1963)
- Tel Aviv – Jafo (1965)
- Jehuda ve-Šomron (1968)
- Sinaj, avar ve-hove (1969)
- Golan ve-Chermon (1970)
- Ariel – Enciklopedija li-jdi'at ha-arec (10 svazků) (1976–82)